# دالماسی
دالماسی (به کروات: Dalmacija)، ویا دالماچیه منطقه‌ای در ساحل شرقی دریای آدریاتیک است که تقریباً تمام آن در کرواسی امروزی واقع شده و بین جزیرهٔ رب در شمال غربی و خلیج کوتور (مونته‌نگرو) در جنوب شرق پراکنده‌است. منطقهٔ داخلی دالماسی در شمال تا پنجاه کیلومتر عرض دارد اما عرض آن در جنوب به چند کیلومتر محدود می‌شود. بخشی از جنوب دالماسی چند کیلومتر ساحلی است که جز کشور بوسنی و هرزگوین است.

## شهرها
مهم‌ترین شهرهای دالماسی زادار، سیبنیک، اسپلیت، تروگیر و دوبرونویک هستند.

## جزایر
مهم‌ترین جزایر دالماسی دوگی اوتوک، پاسمان، براک، هوار، کورچولا، ویس و لاستووو هستند.

## کوهستان‌ها
بزرگ‌ترین کوهستان‌های دالماسی دینارا، موسور، بیوکوو، موسچ و کوژاک هستند.

## رودخانه‌ها
از رودخانه‌ها میٱوان به کرکا، ستینا و نرتوا اشاره کرد.

## گردشگری
بسیاری از مناطق موجود در دالماسی پارک ملی هستند و بسیاری در لیست میراث جهانی یونسکو و بسیاری از جلوه‌های گردشگری مهم کرواسی در این‌جا است.

## نگارخانه

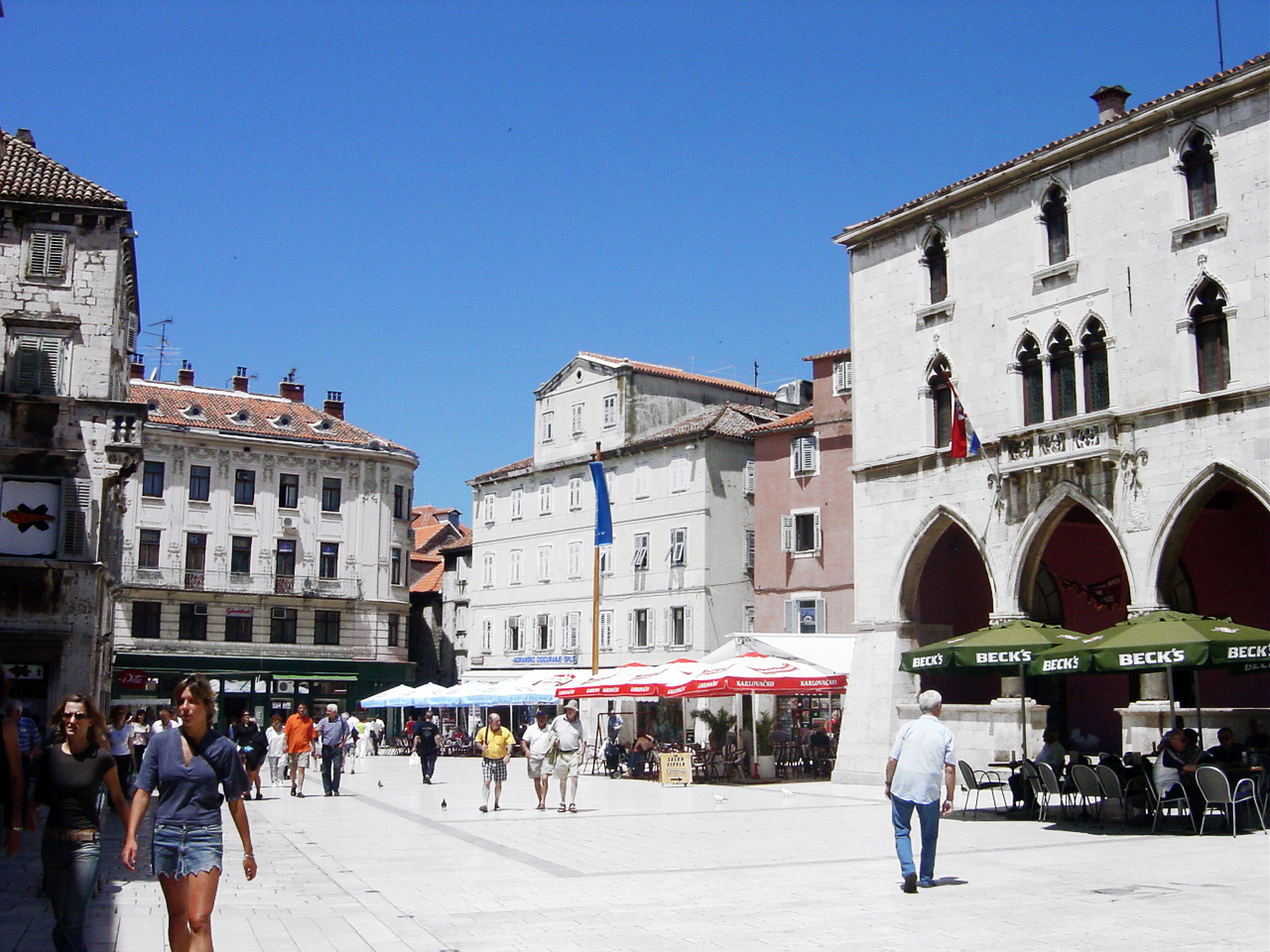
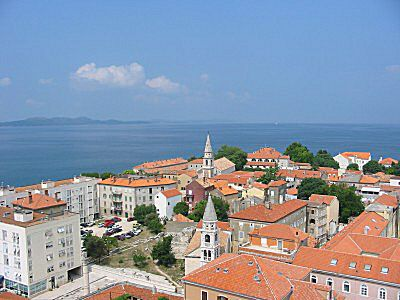
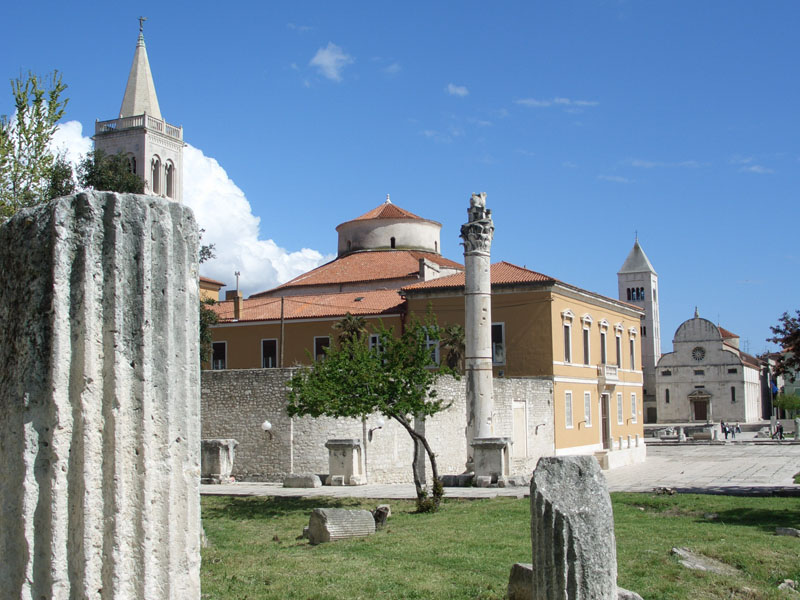
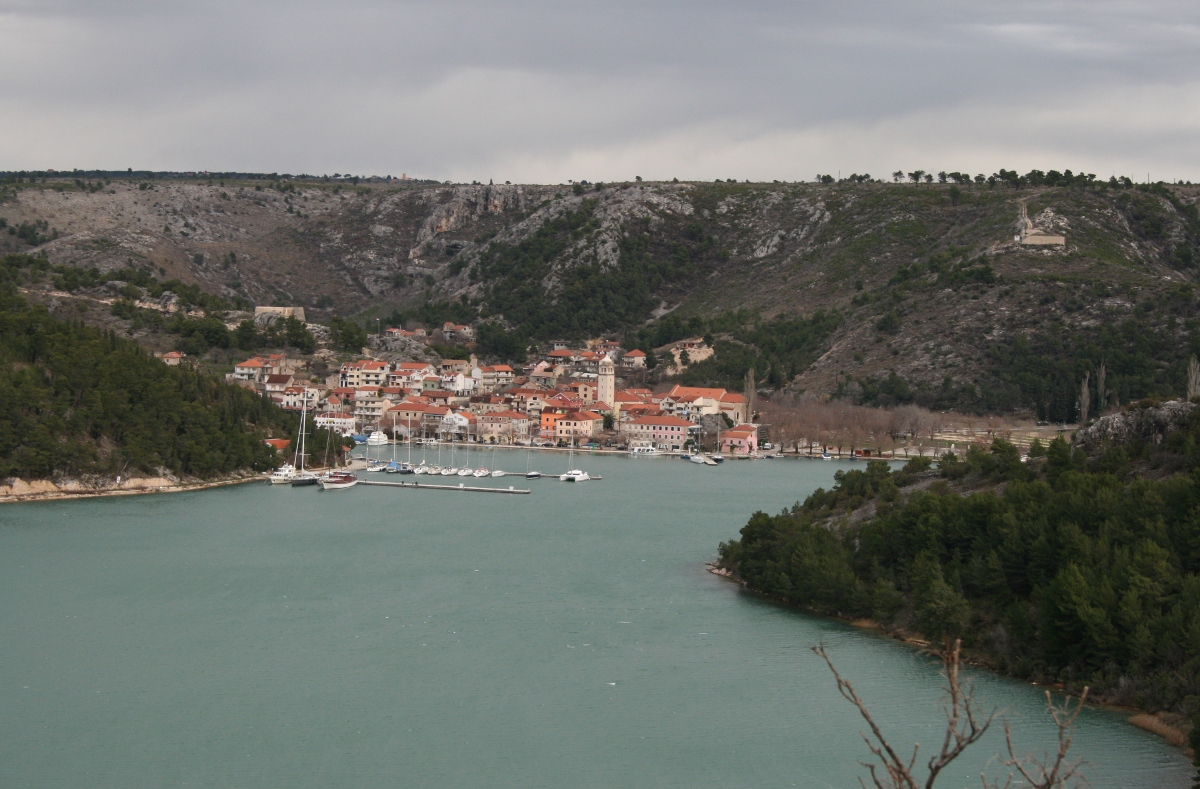
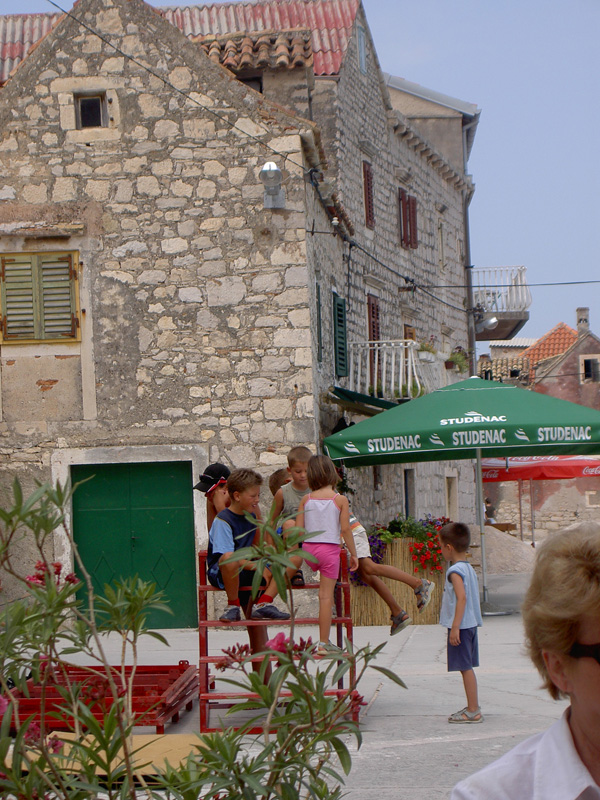
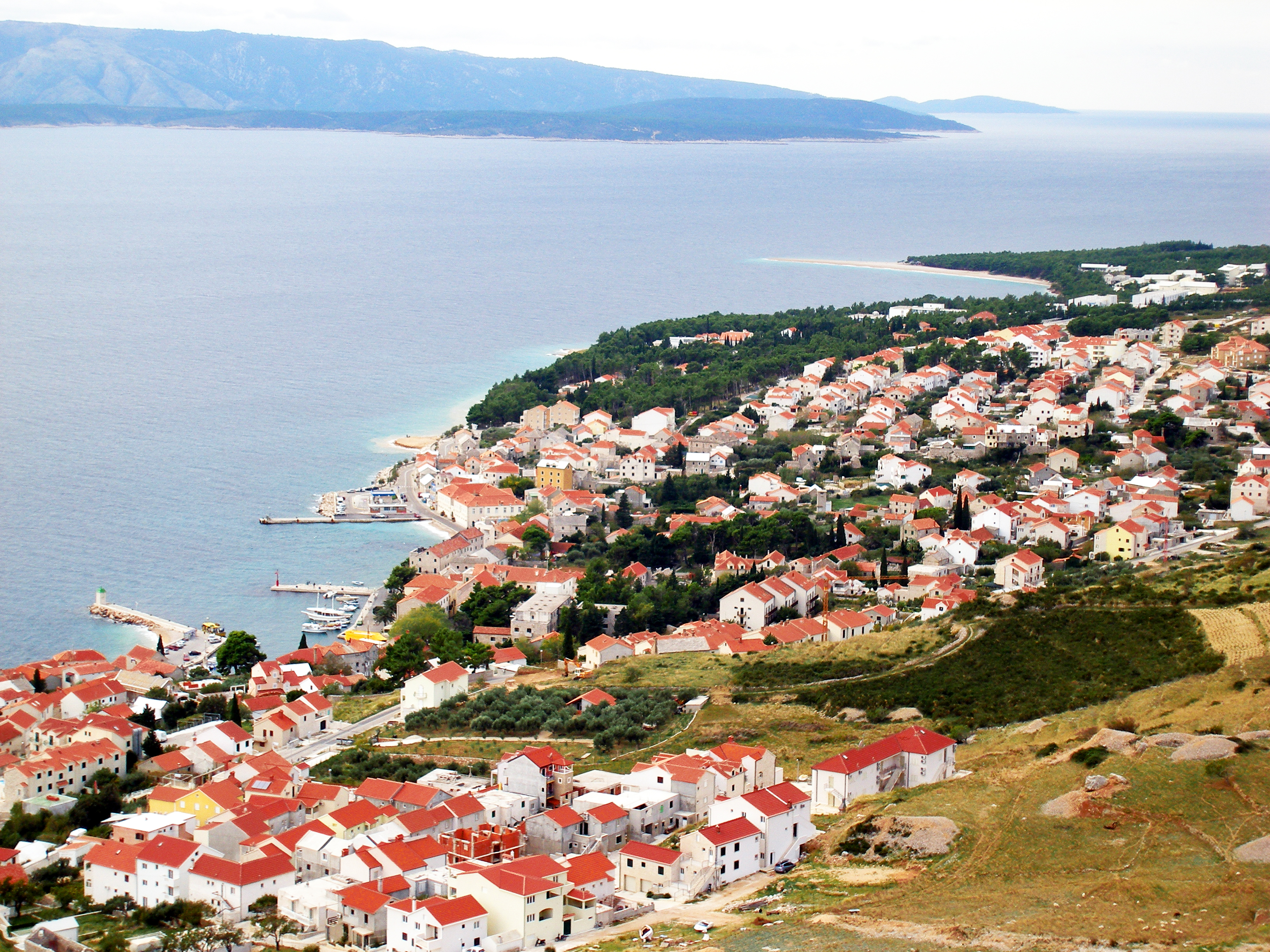
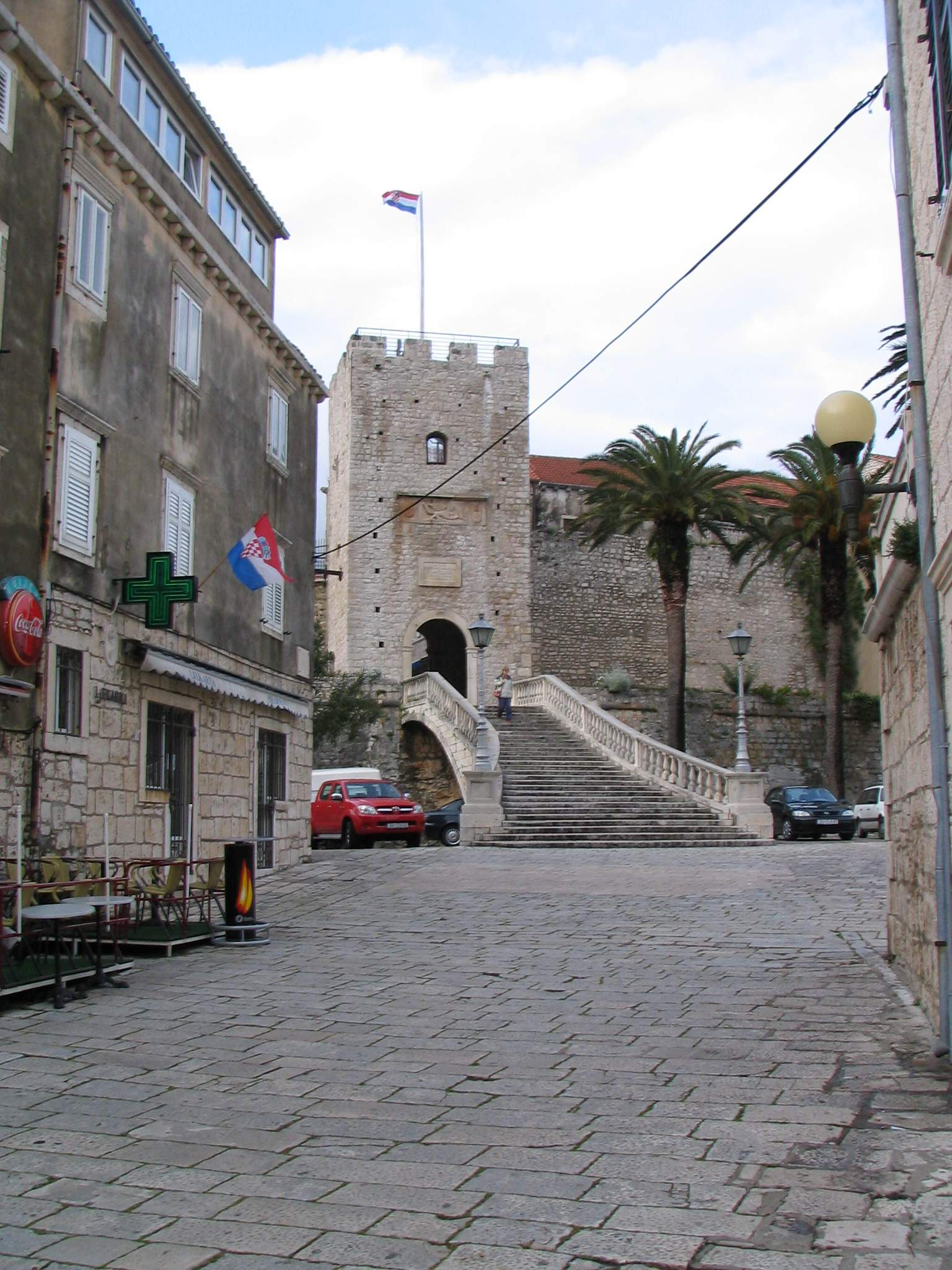
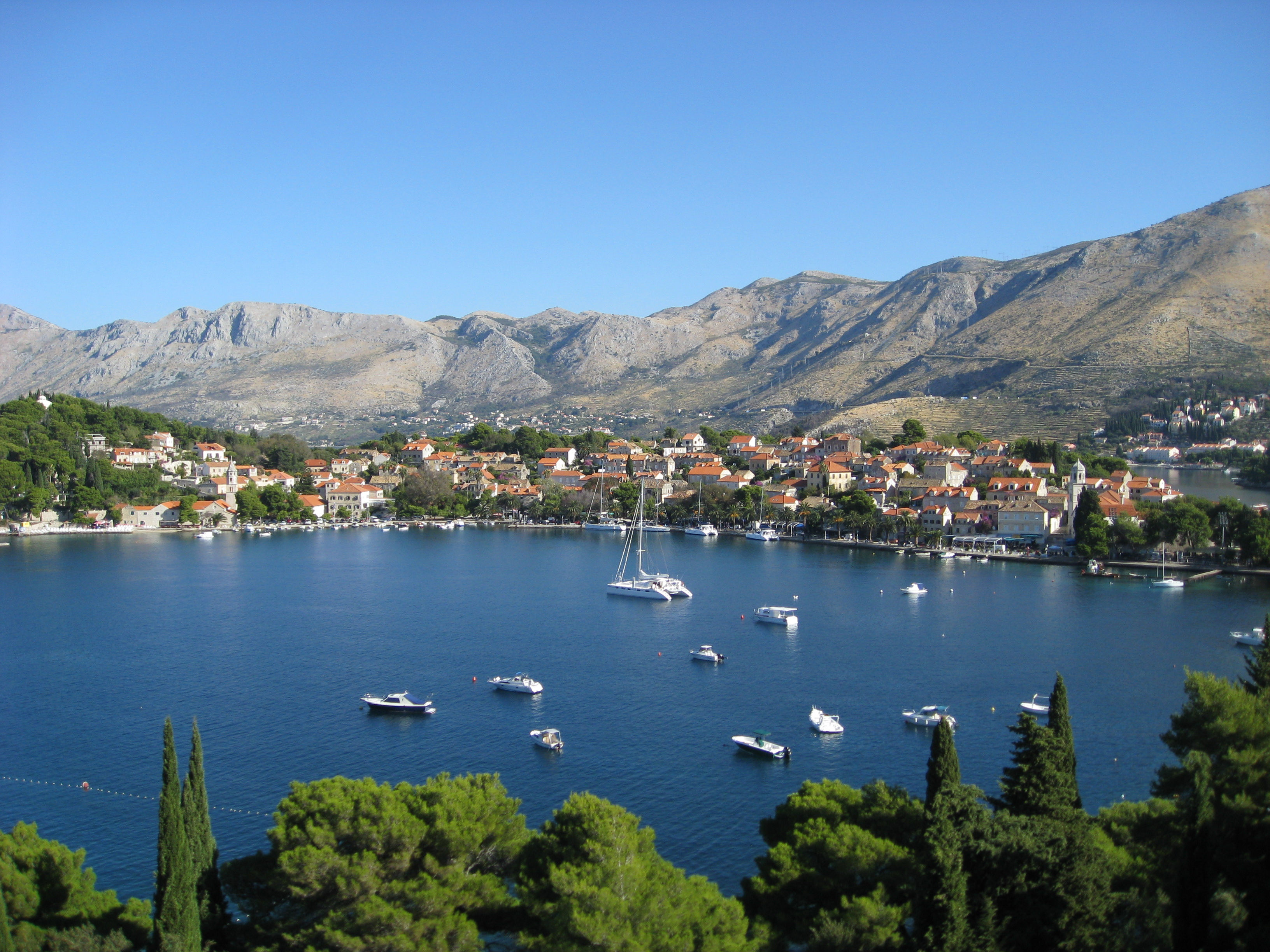
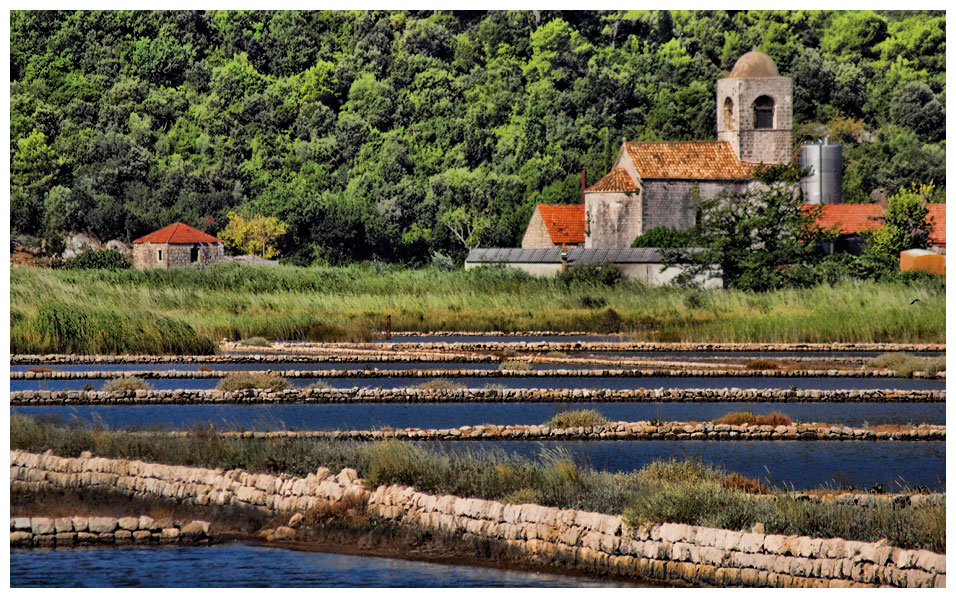